# Eric Kellerman
Dr. Eric Kellerman (1944) is een van oorsprong Brits fotograaf. Daarnaast was hij tot augustus 2008 universitair hoofddocent aan de Radboud Universiteit Nijmegen, afdeling Engelse Taal en Cultuur.
Kellerman werkt voornamelijk in de studio en heeft zich gespecialiseerd in het fotograferen van naakt. Hiertoe werkt hij met een vaste groep vrouwelijke modellen. Hij omschrijft zijn werk als afstandelijk, abstract, melancholisch en niet-erotisch en legt een nadruk op lijnen, geometrische vormen, textuur en chiaroscuro. In veel foto's is het in eerste instantie onduidelijk welk deel van het lichaam is afgebeeld. Hij wordt beïnvloed door het surrealisme van bijvoorbeeld Salvador Dalí en René Magritte.
Van 15 augustus tot eind september 2007 maakte zijn werk deel uit van een expositie rondom de jaarlijkse Roodharigendag in Breda. In februari 2008 was een expositie van Kellerman te zien op de École Normale Supérieure in de Franse stad Lyon. Op 28 januari 2008 ging in Lyon de film Eric Kellerman: Le don des nues in première, een 52 minuten durende documentaire over Kellermans fotografie. Het Amerikaanse fotografiemagazine Black & White Magazine toonde in zijn Spotlight-serie enkele werken van Kellerman, nadat hij bij de beste dertig inzendingen eindigde van in totaal 831 kandidaten.
In 2006 ontving hij de Merit Award van ditzelfde fotografiemagazine in de Single Image Contest (categorie Body/Nude). In 2008 won hij van dit magazine de Gold Award in dezelfde categorie.
Per augustus 2008 heeft Kellerman zijn carrière als universitair hoofddocent beëindigd en is hij zich volledig gaan toeleggen op de fotografie.